# Grande depressione (1873-1895)

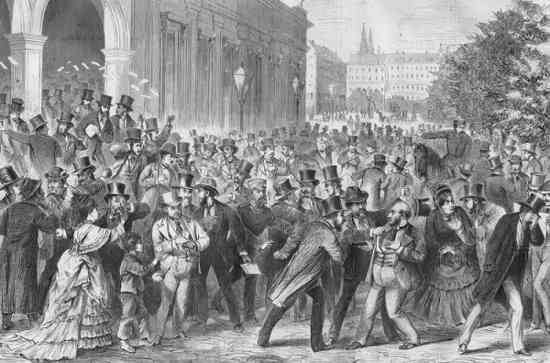
Panico a Vienna il 9 maggio 1873 durante il venerdì nero del crollo della borsa valori

La grande depressione del XIX secolo, detta anche lunga depressione, fu una crisi economica – la prima a essere chiamata tale per vastità di portata ed estensione temporale in cui dispiegò i suoi effetti – che ebbe inizio a Vienna nel 1873 e si propagò anche negli Stati Uniti d'America durante la presidenza di Ulysses S. Grant, dopo oltre vent'anni di incessante crescita economica determinata dalla seconda rivoluzione industriale e si protrasse sino alla fine del XIX secolo.
Il mondo sviluppato conobbe prima una crisi agraria, cui si aggiunse poi una parallela crisi industriale, con forti riduzioni della domanda, profitti marginali calanti e scarsa circolazione monetaria (che comunque non riguardò tutti i Paesi), anche se il prodotto interno lordo (PIL) complessivo si mantenne in crescita costante, senza mostrare cioè caratteri puramente recessivi. Una forte e perdurante deflazione, a livelli strutturali, durante l'intero ventennio innescò massicci licenziamenti e riduzioni dei salari, repressioni ai danni dei sindacati e vasti movimenti migratori dalle campagne alle città e dalle aree meno sviluppate a quelle economicamente più forti del mondo.

## Descrizione

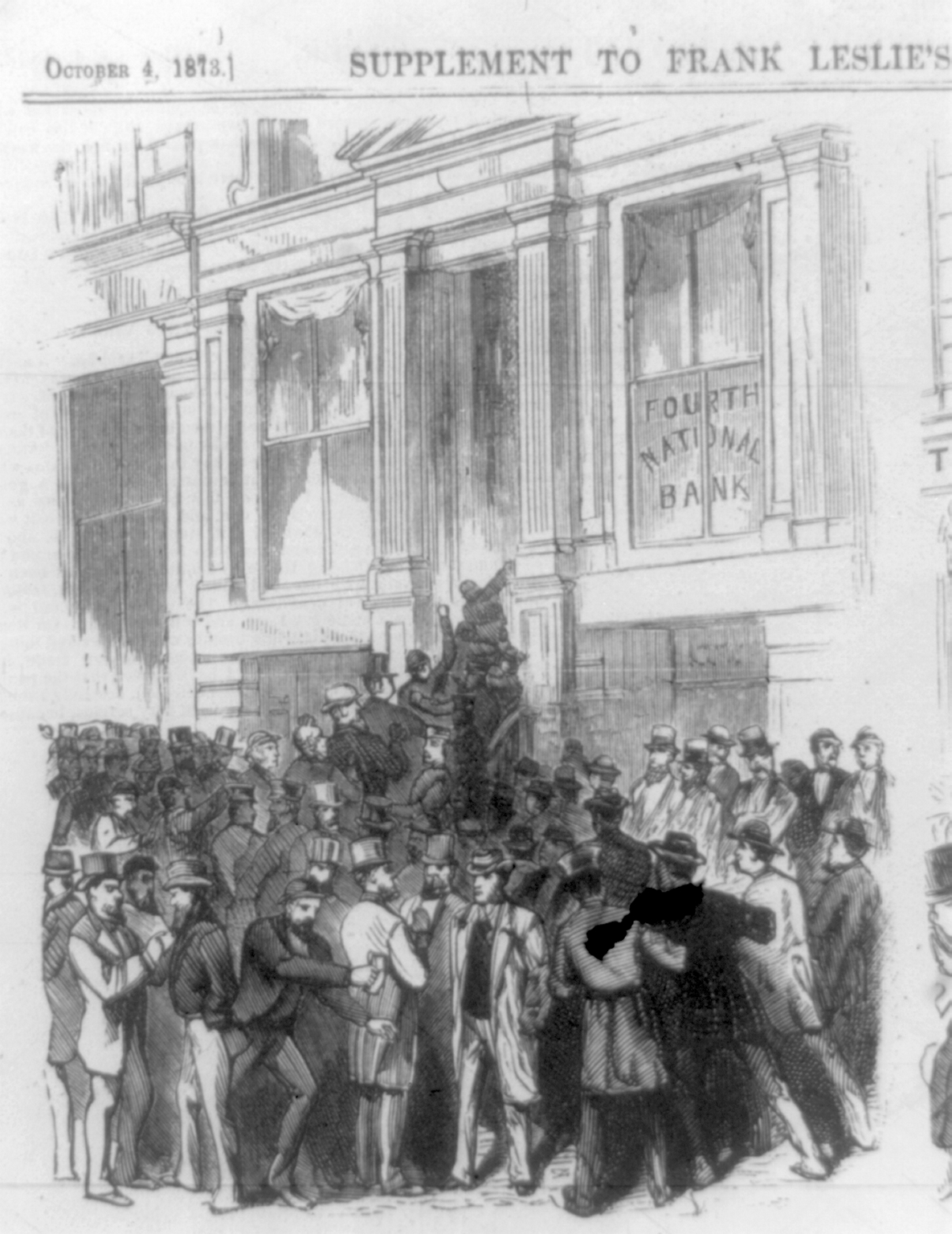
Assalto alla Fourth National Bank di New York da parte dei risparmiatori, il 4 ottobre 1873.

La crisi ebbe avvio in Europa con una forte ondata di vendite sulla piazza borsistica di Vienna l'8 maggio 1873, per il timore generalizzato della perdita dei risparmi da parte degli investitori. Negli Stati Uniti d'America invece, il 18 settembre successivo, il fallimento (a causa di ingenti prestiti, divenuti irrecuperabili, investiti nel settore ferroviario, in particolare nella Northern Pacific Railway) della grande banca newyorkese Jay Cooke & Company, uno dei maggiori istituti statunitensi, diede il via ad un'ondata di panico (panico del 1873) che si diffuse nell'economia statunitense e poi in tutti gli altri paesi industrializzati. Nel giro di pochi mesi la produzione industriale degli Stati Uniti cadde di un terzo per la mancanza di acquirenti mentre aumentava a dismisura la disoccupazione. Presto la crisi si diffuse anche in Gran Bretagna, Francia e Germania.
La carenza sul lato della domanda provocò un improvviso e rovinoso calo dei prezzi (deflazione che interessò l'intero ventennio di crisi), con una quantità sempre crescente di scorte di magazzino invendute che indussero i produttori ad avviare massicci licenziamenti nel settore industriale. La crisi ebbe avvio anche da una scarsa circolazione monetaria (in generale declinante, tranne casi isolati come quello dell'Austria-Ungheria e della Russia, dove la circolazione monetaria aumentò) in una fase caratterizzata dall'entrata in vigore della convertibilità della moneta in oro (gold standard) in numerosi paesi industrializzati e la fine del bimetallismo.
Nel settore agricolo l'ingresso ingente di merci statunitensi in Europa (favorito dai miglioramenti nel settore dei trasporti, col passaggio dalla vela al vapore), a seguito di annate agricole negative, provocò una caduta dei prezzi che mandò in rovina moltissimi piccoli produttori (vissuti fino ad allora all'interno di un mercato regionale caratterizzato da bassi profitti e tecnologicamente arretrato rispetto a Gran Bretagna e Stati Uniti) e innescò vasti movimenti migratori tra paesi (secondo direttrici che procedevano dall'Europa agli USA o ai paesi dell'America Meridionale, dall'Europa meridionale al nord Europa), soprattutto in partenza dalle aree economicamente più deboli (paesi periferici europei, tra cui Italia, Irlanda, Spagna, Europa orientale), e dalla campagna verso la città, determinando un forte aumento dell'inurbamento e della disponibilità, in tempi successivi, di manodopera da impiegare nel settore industriale. Nel contempo la crisi del settore agricolo avviò esperimenti di specializzazione delle colture e in alcuni casi l'evoluzione in senso capitalistico delle aziende agricole soprattutto in Germania (barbabietola), Francia (vitivinicoltura) e in Italia settentrionale (Pianura padana).
La crisi di sovrapproduzione si manifestò anche come conseguenza dell'ascesa degli Stati Uniti e dell'Impero tedesco come nuove potenze mondiali. Le riparazioni imposte dalla Germania alla Francia a seguito della guerra franco-prussiana (ammontanti a 6 miliardi di franchi in oro) furono reinvestite al fine di alimentare un processo di rafforzamento del settore siderurgico (complice anche l'acquisizione di vaste aree a produzione carbonifera dell'Alsazia e della Lorena), con una susseguente euforia speculativa sui mercati borsistici. Parimenti negli Stati Uniti si avviava una forte espansione del settore ferroviario e un ingrossamento della bolla finanziaria legata al settore.
Fu la prima manifestazione di una crisi economica moderna, evidenziando la ciclicità dei processi economici, caratterizzati da fasi espansive e conseguenti fasi depressive. Mentre infatti le crisi dell'Ancien Régime si manifestavano sotto forma di carestie (quindi crisi da sottoproduzione), il nuovo tipo di crisi che il mondo andava sperimentando si configurava come crisi di sovrapproduzione.

### Crisi agraria
Nel settore agricolo la crisi si manifestò come una forte eccedenza di offerta sulla domanda ovvero un aumento della produzione non sostenuto da un'adeguata domanda e l'emergere di nuove potenze nella produzione agricola, come Stati Uniti, Australia e Argentina. La caduta dei prezzi e la forte concorrenza ridussero in rovina migliaia di contadini e si accrebbe in maniera preoccupante la dipendenza europea dalla produzione agricola d'oltreoceano.
L'agricoltura ne risultò fortemente trasformata. In primo luogo il numero di occupati nel settore agricolo iniziò a diminuire costantemente. In secondo luogo l'agricoltura mondiale venne ristrutturata secondo principi di divisione del lavoro. Vi furono regioni, come il Regno Unito, dove l'agricoltura assunse un ruolo marginale rispetto all'industria. In altre zone si passò alla produzione di prodotti più redditizi e che richiedevano un minor uso di manodopera. In altre aree, come la Germania o l'Italia settentrionale, si accelerò la trasformazione delle aziende agricole in senso capitalistico per far fronte alla concorrenza statunitense.

### Crisi industriale
Le cause che portarono alla crisi industriale sono del tutto simili a quelle della crisi agricola: le industrie cioè producevano molto più di quanto il mercato potesse assorbire sotto forma di consumi. L'indice più vistoso della crisi fu la caduta dei prezzi.
La crisi può essere spiegata per la concomitanza di tre fattori:
1. aumento del progresso tecnologico, che favorì un incremento della produzione di beni;
2. aumento del numero di paesi industrializzati, e in particolare ingresso di nuovi attori economici nel mercato globale (Stati Uniti e Germania guglielmina);
3. imposizione di bassi salari, con conseguente riduzione dei redditi e crisi sul lato della domanda aggregata.

Ad un impetuoso aumento dell'offerta di beni non corrispose un corrispettivo aumento della richiesta di beni, per la scarsa domanda dovuta all'assenza di una borghesia sufficientemente in grado, come oggi, di compensare sul lato dei consumi e della bassa circolazione monetaria. La crisi delle vendite e la caduta del saggio dei prezzi provocarono effetti immediati sul lavoro, determinando licenziamenti e disoccupazione crescente.
Ai paesi tradizionalmente industrializzati (Gran Bretagna, Belgio, Francia) si affiancarono nuove potenze con grandi capacità produttive e altri paesi a più lenta e tardiva industrializzazione (Italia, Russia, Giappone).
La situazione peggiorò ulteriormente allorché si tentò di rispondere alla caduta della produzione e dei prezzi con ulteriori riduzioni salariali. Particolarmente violente furono anche le repressioni ai danni del movimento sindacale (la National Labour Union statunitense scomparve). I tagli dei salari provocarono nuove cadute dei consumi e conseguenti ulteriori riduzioni dei prezzi, conducendo a una situazione di perdurante deflazione per l'intero ventennio.

### Il PIL delle potenze europee

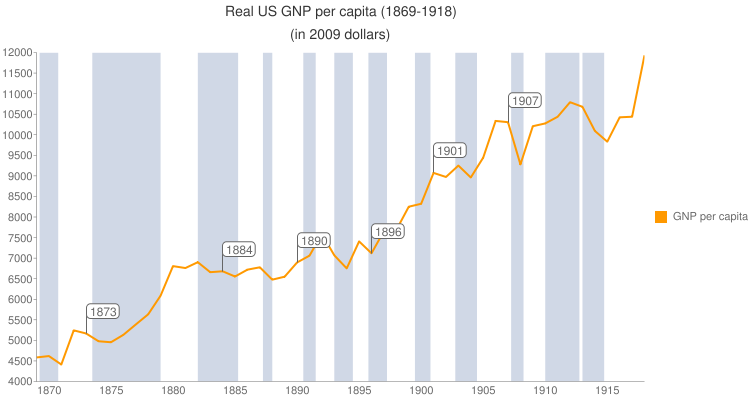
Crescita del Pil pro capite USA tra il 1869 e il 1918, in dollari americani (2009)

Il grafico evidenzia l'aumento del prodotto interno lordo dei paesi industrializzati europei nel sessantennio 1830-1890 (il prodotto industriale crebbe in maniera eguale dal 1873 al 1896, come tra il 1850 e il 1873, durante la seconda rivoluzione industriale) e il fatto che la depressione riguardò non tanto il lato della crisi produttiva (la costruzione di reti ferroviarie fu più intensa durante la depressione che nel trentennio precedente), in un'epoca di forte industrializzazione di paesi un tempo agricoli, quanto quello della scarsa propensione ai consumi. I dati sono riportati al prezzo di mercato, in miliardi di dollari (1960).
| Anno | Russia | Francia | Gran Bretagna | Germania | Impero Asburgico | Regno d'Italia |
| ---- | ------ | ------- | ------------- | -------- | ---------------- | -------------- |
| 1830 | 10,5   | 8,5     | 8,2           | 7,2      | 7,2              | 5,5            |
| 1840 | 11,2   | 10,3    | 10,4          | 8,3      | 8,3              | 5,9            |
| 1850 | 12,7   | 11,8    | 12,5          | 10,3     | 9,1              | 6,6            |
| 1860 | 14,4   | 13,3    | 16,0          | 12,7     | 9,9              | 7,4            |
| 1870 | 22,9   | 16,8    | 19,6          | 16,6     | 11,3             | 8,2            |
| 1880 | 23,2   | 17,3    | 23,5          | 19,9     | 12,2             | 8,7            |
| 1890 | 21,1   | 19,7    | 29,4          | 26,4     | 15,3             | 9,4            |

## Effetti
Le risposte che le imprese diedero per far fronte agli squilibri della crisi originarono una serie di processi che mutarono il volto dell'economia. Si apriva una nuova fase di capitalismo, il cosiddetto capitalismo organizzato, cioè un capitalismo guidato e cosciente della necessità di superare il carattere spontaneo dei processi economici. Questa nuova via quindi contraddiceva il credo capitalista che aveva dominato il mercato fino a quel momento. Iniziò una fase in cui gli imprenditori accettavano l'intervento dello Stato nell'economia.
In primo luogo, di fronte alla caduta generalizzata dei prezzi e all'inasprirsi della concorrenza, l'immediata e quasi istintiva risposta dei governi fu l'innalzamento di barriere doganali al fine di annullare o per lo meno limitare l'afflusso di merci estere. Contemporaneamente lo Stato iniziò ad assumere un nuovo ruolo (interventismo), divenendo esso stesso consumatore dei prodotti nazionali (tramite commesse pubbliche) e facendo dello sviluppo industriale uno dei compiti politici di primaria importanza.
La seconda grande conseguenza della crisi fu la creazione di monopoli (trust), tanto privati, legati alle grandi corporation in seguito alla fusione di gruppi più piccoli, quanto pubblici. Tale fenomeno fu generato dalla volontà di ridurre la forte concorrenza e quindi mantenere alti i livelli dei prezzi per mobilitare nuovi capitali per finanziare la ripresa. La crescita del potere delle imprese monopolistiche si tradusse nella crescita delle dimensioni delle fabbriche e del numero degli addetti, innescando mutamenti profondi nelle strutture produttive dei paesi.
La tendenza alla concentrazione si manifestò inoltre con un mutato rapporto tra industria e banca. Il grande bisogno di capitali necessari per la ristrutturazione rendeva necessario per le imprese attingere fondi dal risparmio di massa. Nacque così la "banca mista", così chiamata perché funzionava sia da banca commerciale (raccogliendo i risparmi della popolazione) sia da banca d'affari (investendo nelle imprese).
La conseguenza politica della Crisi fu il colonialismo. Infatti le imprese capitalistiche credettero ingenuamente che una risposta alla crisi di sovrapproduzione potesse essere quella di vendere ai paesi non ancora industrializzati. In realtà i paesi colonizzati non si rivelarono dei mercati capaci di compensare il gap dell'offerta, piuttosto fornirono materie prime e manodopera a basso prezzo, ma non poterono costituire dei mercati significativamente capienti da alimentare un rialzo dei prezzi.

## Dibattito storico
Alcuni studiosi di storia economica affermano che la "Grande depressione" fu in realtà una fase deflazionistica e non un periodo di caduta della produzione e del Pil. La tesi sulla deflazione porta a sostenere che la crisi del 1873 non fu una depressione, perché la produzione e il Pil reale crebbero durante tutto il periodo, nonostante i margini di profitto e i prezzi si mantenessero ridotti. La confusione proviene dal fatto che i prezzi apparivano stabilmente in calo. La deflazione, in particolare, dettata dallo squilibrio dal lato dell'offerta (maggiore offerta favorita dall'aumento della produttività), dall'adozione del regime monetario aureo e dal superamento del bimetallismo.
Secondo l'economista di scuola austriaca, Murray Rothbard:
(Murray Rothbard, A History of Money and Banking in the United States, Ludwig von Mises Institute, Auburn 2002, pp. 154-155)
Un altro importante fattore fu la produttività del lavoro negli USA che crebbe durante tutto il periodo. Tra il 1869 e il 1879 la produzione manifatturiera "pro capite" aumentò dal 14,7% al 16,2% (1958=100).
In un articolo del New York Times del 2006, Charles R. Morris affermò che la "Grande depressione" era stata in realtà un periodo di grande crescita economica, ma al tempo molti statunitensi erano confusi a causa della diminuzione dei prezzi e dell'incremento delle disuguaglianze di reddito, risultanti da un aumento degli standard di vita degli americani maggiormente benestanti a ritmi più elevati rispetto alle condizioni di vita, comunque migliorate, del resto della popolazione.
Da una verifica dei dati di statistica economica del Maddison Project Database () dati che ricostruiscono il prodotto interno lordo e il prodotto pro capite, quella che in questo articolo viene designata in modo erroneo depressione è tecnicamente una serie di convenzionali cicli economici di picchi e minimi, le cui caratteristiche sono marginali. La crescita del PIL reale pro capite dal 1872 al 1895 è del 40% negli Stati Uniti. Nei paesi dell'Europa occidentale nei venti anni tra il 1870 il 1890 la crescita del PIL reale pro capite è del 24%; dal 1850 al 1870 la crescita del PIL reale pro capite è del 23%. Prendendo come riferimento il periodo storico che va dal 1913 al 1935, la crescita del PIL reale pro capite negli Stati Uniti, dopo 22 anni era inferiore del 4%.  
L'analisi sui cicli economici del testo The American Business Cycle: Continuity and Change dello storico dell'economia Robert J. Gordon, mostra l'entità dei picchi e delle recessioni del Prodotto Nazionale Lordo dal 1869 al 1983. Quello che emerge dai dati è in contrasto con il titolo e con l'attribuzione di grande despressione.